# Счастливчик Макс
«Счастливчик Макс» (англ. Good Time Max) — драматический фильм 2007 года режиссёра и актёра Джеймса Франко.

## Сюжет
Два брата — Адам и Макс Вербински — непохожи друг на друга. Адам — студент с предрешённой судьбой врача благодаря искреннему труду и терпению, Макс — тоже студент, математический гений, но безответственен и всегда выходит сухим из воды только потому, что ему везёт. Однажды Макс попадает в неприятности, и чтобы убежать от наркоторговцев, просит своего брата взять его в командировку в Калифорнию. На новом месте Адам возобновляет свою медицинскую карьеру, а Макс получает работу в компьютерной компании, но снова начинает употреблять наркотики, как и его брат. Несмотря на то, что братья очень разные — они неразрывно связаны.

## В ролях
| Актёр           | Роль                             |
| --------------- | -------------------------------- |
| Джеймс Франко   | Макс                             |
| Мэтт Белл       | Адам                             |
| Винс Джоливетт  | Брюс                             |
| Уилмер Калдерон | Ти-Рэй                           |
| Трип Хоуп       | Скит                             |
| Ричард Портноу  | старший администратор            |
| Джаррод Банч    | Дуг                              |
| Робин Коэн      | Джо                              |
| Питер Маккензи  | анестезиолог                     |
| Брайан Лэлли    | лейтенант Лэйли / байкер-философ |
| Чарити Ши       | девушка Большого Гая             |
| Молли Чик       | Кэрол                            |
| Мэри Пэйн       | учительница                      |
| Марк Гапка      | Марк                             |
| Бэйли Хьюз      | молодой Макс                     |
| Тайлор Чейз     | молодой Адам                     |

## Прокат и критика
Премьера фильма состоялась на 6-м кинофестивале Трайбека, а позже он был показан на Голливудском, Ванкуверском, и кинофестивале в Остине. Кэтрин Томпсон из «Huffington Post» отметила, что «фильм рассказывает о двух одаренных братьях, чьи пути расходятся после того, как один становится хирургом, а другой балуется употреблением и торговлей наркотиками, страдая приступами безработицы. Франко изображён в качестве злодея, Макса. Почему? „Это был действительно только процесс ликвидации. Я лучше подходил для этой роли, чем стал бы ответственным хирургом“. Роль дала Франко возможность направить себя на процесс вдыхания линий кокаина, курения кристаллического метамфетамина и дефекации на полу в гостиной. И ему удается держать Макса симпатичным во всем». Люк Ричардсон на сайте «Letterboxd» сказал: «Я не знаю, как это произошло. Где-то после выхода „Милка“ Гаса Ван Сента, Джеймс Франко проснулся однажды утром и превратился в приличного актёра. Это было благословением для постоянных киноманов и случайных франкофилов. До сих пор „учась“ в Лос-Анджелесе, он снял „Счастливчика Макса“. В качестве ведущего актёра, режиссёра и соавтора, эта гениальная наркоманская драма настолько мучительна, что годы становления Франко лучше оставить позади и забыть».